# Ideratus nactus
Ideratus nactus là một loài bọ cánh cứng trong họ Cerambycidae.